# CVJM-Hochschule
Die CVJM-Hochschule ist eine private, staatlich anerkannte Hochschule für angewandte Wissenschaften in Kassel in der Trägerschaft des Christlichen Vereins junger Menschen (CVJM) Deutschland. Sie wurde 2009 gegründet und vom Wissenschaftsrat zuletzt im Jahr 2021 für fünf Jahre institutionell akkreditiert, die Studiengänge sind durch die Akkreditierungsagentur für Studiengänge im Bereich Gesundheit und Soziales akkreditiert.
Sie bietet in den Bachelor-Studiengängen 360 Studienplätze, die durch aktuell zehn hauptamtliche Professoren begleitet werden. Die CVJM-Hochschule gehört zur International Coalition of YMCA Universities, der elf Hochschulen, Colleges und Ausbildungsstätten angehören, die jeweils einem CVJM-Nationalverband angehören oder mit einem solchen vernetzt sind. Darüber hinaus kooperiert die CVJM-Hochschule mit internationalen Partnerhochschulen und Praxispartnern, u. a. durch die Teilnahme am Mobilitätsprogramm der Europäischen Union für den Hochschulbereich Erasmus+ und den Internationalisierungsprogrammen des DAAD.

## Geschichte
Die CVJM-Hochschule wurde am 27. März 2009 in Kassel gegründet. Dabei baut die Hochschule für angewandte Wissenschaften (University of Applied Sciences) auf eine langjährige Bildungsgeschichte der deutschen CVJM-Bewegung. Bereits 1928 nahm die „CVJM-Sekretärschule“ in Kassel-Wilhelmshöhe mit 8 Schülern die Arbeit auf. Im Frühjahr 1973 wurden zum ersten Mal Frauen an der CVJM-Sekretärschule zugelassen. Im Juli 1973 wurde die CVJM-Sekretärschule als private Fachschule für Sozialpädagogik staatlich anerkannt. 1997 erfolgte die Umbenennung in CVJM-Kolleg.
Sieben Jahre intensive Arbeit am Projekt „CVJM-Hochschule“ gipfelten Anfang 2009 in der offiziellen Gründung der CVJM-Hochschule. Bereits im Juli 2008 wurde diese durch den Wissenschaftsrat für die Dauer von 5 Jahren erstmals akkreditiert. Die staatliche Anerkennung der Hochschule durch das Hessische Ministerium für Wissenschaft und Kunst folgte zum 9. Januar 2009. Beim feierlichen Gründungsakt am 27. März 2009 im Kasseler Ständehaus würdigte die damalige hessische Wissenschaftsministerin, Eva Kühne-Hörmann, die Gründung der ersten Hochschule in Trägerschaft des CVJM als eine Bereicherung für die Hochschullandschaft. Nach der Gründungsphase der Hochschule wurden 2013 erstmals Bachelor-Studierende graduiert. Die Konzentration auf zwei etablierte Studiengänge „Religions- und Gemeindepädagogik“ sowie „Soziale Arbeit“ im Präsenzstudium sowie den berufsbegleitenden Studiengang „Soziale Arbeit“ und die inhaltliche, personelle und strukturelle Weiterentwicklung der CVJM-Hochschule ermöglichten 2013, 2016 un 2021 die erfolgreiche Reakkreditierung für jeweils fünf Jahre durch den Wissenschaftsrat. 2016 stiftete Friedhelm Loh den von Bianca Dümling geleiteten Lehrstuhl „Migration, Integration und Interkulturalität“. Seit dem Wintersemester 2018/2019 bietet die CVJM-Hochschule das Master-Studienprogramm „Transformationsstudien: Öffentliche Theologie und Soziale Arbeit“ an.

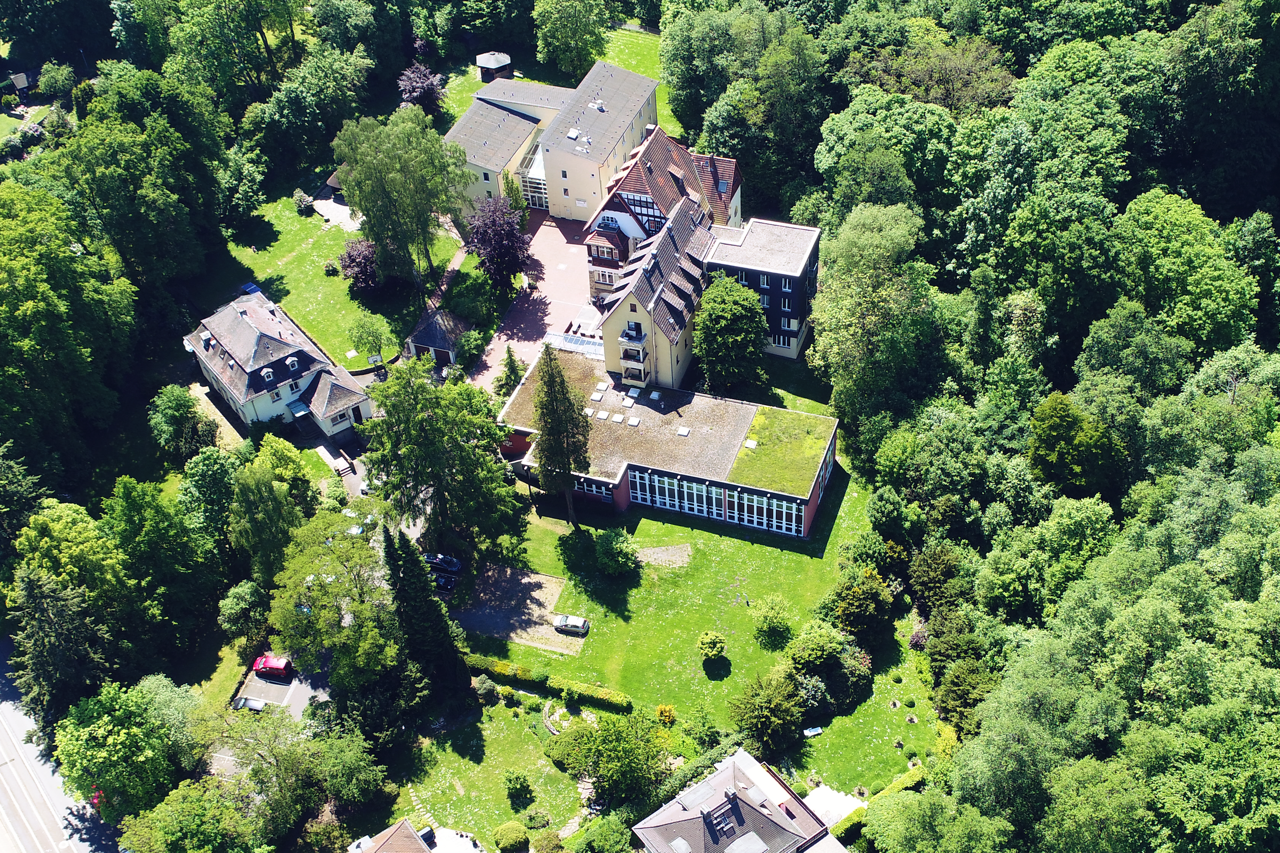
Die CVJM-Hochschule in Kassel.

Im Mai 2025 beschlossen die Landessynoden der Evangelischen Kirche von Kurhessen-Waldeck und der Evangelischen Kirche in Hessen und Nassau sowie die Mitgliederversammlung des CVJM-Gesamtverband in Deutschland den Zusammenschluss der CVJM-Hochschule und der Evangelischen Hochschule Darmstadt unter dem künftigen Namen „Evangelische Hochschule Hessen“.

## Profil der CVJM-Hochschule
Die CVJM-Hochschule verbindet ein christliches Profil evangelischer Prägung mit „Wissenschaftlichkeit, Praxisbezug, Internationalität sowie der Integration dreier Disziplinen: Theologie, Human- und Sozialwissenschaften sowie Grundkenntnisse des Managements.“ Dazu bietet die CVJM-Hochschule ein wissenschaftlich fundiertes und anwendungsorientiertes Studium, das gemäß dem ganzheitlichen, integrativen Ansatz der CVJM-Bewegung die soziale, personale und spirituelle Kompetenzen fördert. „Dazu werden im Einzelnen vermittelt:
- Theologisches Urteilsvermögen und Verkündigungskompetenz,
- ökumenische, interreligiöse und interkulturelle Kompetenz,
- Konzeptions- und Handlungskompetenz,
- Kommunikations- und Problemlösungskompetenz,
- Selbstreflexions- und Evaluationskompetenz“[17]

„Das theologische Profil der CVJM-Hochschule nimmt eine vermittelnde Position zwischen den evangelischen Landeskirchen, den Freikirchen und den neuen charismatisch geprägten Gemeinden ein. Insofern unterscheidet sich die von ihr vertretene Pluralität theologischer Perspektiven und ihre konfessionelle Offenheit in Lehre und Forschung von anderen Hochschulen mit konfessioneller Bekenntnisbindung. Dies zeigt sich auch daran, dass ein großer Teil der Absolventen der ersten beiden Bachelorstudiengänge neben einer Beschäftigung im CVJM auch Anstellungen in kirchlichen Arbeitsfeldern wie staatlichen und kommunalen sozialen Einrichtungen gefunden hat. Damit verfolgt die CVJM-Hochschule sowohl einen kirchlichen als auch einen zivilgesellschaftlichen Bildungsauftrag.“ Für ihr Engagement wurde die Hochschule im Oktober 2016 mit dem „Wertestern“ der Stiftung für christliche Wertebildung (Berlin) ausgezeichnet. Als staatlich anerkannte Hochschule für Angewandte Wissenschaften ist die CVJM-Hochschule darüber hinaus dem Transfer wissenschaftlicher Erkenntnisse in die Praxis verpflichtet. Jährlich legt die CVJM-Hochschule in einem Forschungs- und Transferbericht Rechenschaft darüber ab, worüber und wie an den Forschungsinstituten der Hochschule geforscht wird und wie die Erkenntnisse in die Praxis transferiert werden.

## Studiengänge
Die Studiengänge werden entweder als Präsenz- oder als Fernstudium angeboten. Sie vermitteln hauptsächlich den Abschluss Bachelor of Arts (B.A.):
- Religions- und Gemeindepädagogik / Soziale Arbeit (B.A., Präsenzstudium)
- Soziale Arbeit (B.A., Fernstudium)
- Soziale Arbeit für Erzieher und Erzieherinnen (B.A., Fernstudium)
- Soziale Arbeit für Heilerziehungspfleger- und Heilerziehungspflegerinnen (B.A., Fernstudium)
- Transformationsstudien: Öffentliche Theologie & Soziale Arbeit (M.A., Fernstudium)

## Aus- und Weiterbildungsprogramme
Die CVJM-Hochschule hat bis zum Jahr 2024 neben den Hochschulstudienprogrammen auch Ausbildungsprogramme auf Fachschulniveau angeboten:
- staatlich anerkannte/-r Erzieher/-in
- kirchlich anerkannter Abschluss: Jugendreferent/-in
- integrierte Ausbildung: staatlich anerkannte/-r Erzieher/-in und kirchlich anerkannte/-r Jugendreferent/-in

Darüber hinaus werden Weiterbildungen mit Hochschulzertifikat angeboten:
- Wildnis- und Erlebnispädagogik (zertifiziert durch den Bundesverband Individual- und Erlebnispädagogik)
- Pionierausbildung (FreshX)

## Mitgliedschaften in wissenschaftlichen Fachgesellschaften
Die CVJM-Hochschule in Kassel ist institutionelles Mitglied in folgenden wissenschaftlichen Fachgremien:
- Coalition of YMCA Universities
- Deutsche Gesellschaft für Soziale Arbeit (DGSA)
- Deutsche Gesellschaft für Hochschuldidaktik (DGHD)
- Fachbereichstag Soziale Arbeit (FBTS)
- Konferenz der Rektorinnen und Rektoren sowie Präsidentinnen und Präsidenten der Evangelischen Fachhochschulen/Hochschulen für angewandte Wissenschaften in Deutschland (REF)
- Konferenz der theologischen und religionspädagogischen Fachbereiche an Ev. Fachhochschulen (KTRF)

## Professoren
An der CVJM-Hochschule unterrichten derzeit 13 hauptberufliche und ehrenamtliche Professorinnen und Professoren:
1. Sandra Bils (Honorarprofessur für missionarische Kirchenentwicklung)
2. Jürgen Eilert (Professur für Theorien der Sozialen Arbeit)
3. Tobias Faix (Professur für Praktische Theologie/Gemeindepädagogik; interkulturelle und empirische Theologie)
4. Stefan Jung (Professur für Management und Organisation)
5. Florian Karcher (Professur für Religions- und Gemeindepädagogik)
6. Tobias Künkler (Professur für interdisziplinäre Grundlagen der Sozialen Arbeit)
7. Joachim Rennstich (Professur für Internationale Soziale Arbeit und empirische Sozialforschung)
8. Mathias Schäfer (Honorarprofessur für Recht in der Sozialen Arbeit)
9. Klaus Schulz (Professor em. für Biblische Theologie)
10. Christiane Schurian-Bremecker (Professur für Soziale Arbeit / Methoden der Sozialen Arbeit)
11. Daniel Wegner (Vertretungsprofessur für Soziale Arbeit mit dem Schwerpunkt diakonisches Handeln)
12. Alexa Friederike Wilke (Professur für Biblische Theologie)
13. Germo Zimmermann (Professur für Soziale Arbeit/Jugendarbeit)

## Zugangsvoraussetzungen
Allgemeine Zugangsvoraussetzungen für die Bachelor-Studiengänge sind neben der Fachhochschulreife oder Hochschulreife die Zustimmung zum Leitbild der CVJM-Hochschule, eine einschlägige Praxiserfahrung im Kontext der Sozialen Arbeit oder Gemeindepädagogik und die „Teilnahme an einer Informationstagung über das Studienangebot und das Gesamtkonzept des Lernens und Lebens an der CVJM-Hochschule“.

## Anerkennung
Die Ausbildung bedarf in manchen Landeskirchen ergänzender Prüfungen. So in der Evangelischen Landeskirche in Württemberg. Die Einstellung zur Diakonin in Ausbildung ist der Einstieg der Absolventen ins Berufsleben.

## Studentenleben
Die Studierenden leben gemeinsam auf dem CVJM-Campus in Bad Wilhelmshöhe bzw. dezentral in der Stadt Kassel in Wohngemeinschaften des CVJM. Selbstorganisierte studentische Sport- und Freizeitgruppen (Fußball, Volleyball, Ultimate-Frisbee, Zumba, Jugger u. a.) bereichern das Studentenleben vor Ort. Geprägt wird das Zusammenleben nicht zuletzt durch gemeinsame Andachten und andere Gottesdienste.

## Unterstützungsangebote
Als staatlich anerkannte Hochschule in privater Trägerschaft bekommt die CVJM-Hochschule keine staatliche Grundfinanzierung. Aus diesem Grund erhebt sie Studiengebühren, deren Höhe abhängig vom jeweiligen Studien- bzw. Ausbildungsgang ist. Diese fallen zusätzlich zum Semesterbeitrag an, in dem das Semester- und Kulturticket inbegriffen sind. Um möglichst vielen Interessenten ein Studium bzw. eine Ausbildung an der CVJM-Hochschule zu ermöglichen, hat die Hochschule ein weitreichendes Förder- und Stipendiensystem aufgebaut: Neben dem Grete-Lüst-Fonds, der v. a. Studenten unterstützt, bei denen die BAföG-Förderung nicht ausreicht, vergibt die CVJM-Hochschule aktuell bis zu 38 Deutschlandstipendien. Möglich machen diese hohe Anzahl an Deutschlandstipendien einerseits private Förderer, Stiftungen und Unternehmen sowie andererseits das Bundesministerium für Bildung und Forschung (BMBF), die sich jeweils zur Hälfte an einem Stipendium beteiligen.